# François Lacombe (écrivain)
Pour les articles homonymes, voir Lacombe et François Lacombe.
 (février 2012).
Si vous disposez d'ouvrages ou d'articles de référence ou si vous connaissez des sites web de qualité traitant du thème abordé ici, merci de compléter l'article en donnant les références utiles à sa vérifiabilité et en les liant à la section « Notes et références ».
François Lacombe est un écrivain français, né à Avignon le 10 septembre 1726 et mort en 1795.
Il chercha longtemps des ressources dans des travaux littéraires, et devint, dans les dernières années de sa vie, commissaire de police à Montpellier. La Convention le mit sur la liste des hommes de lettres à qui elle accorda des secours (1795).
Presque tous les livres qu'il a publiés sont sans nom d'auteur.
Ils se composent de traductions et de quelques ouvrages originaux.

## Source
- Le Grand Larousse du XIXe siècle.